# Narcissus tingitanus
Narcissus tingitanus es una especie de planta bulbosa perteneciente a la familia de las amarilidáceas. Es originaria de Marruecos, en el Norte de África.

## Taxonomía
Narcissus tingitanus fue descrita por el botánico español, Francisco Javier Fernández Casas y publicado en Fontqueria 44: 262, en el año 1986.
Etimología
Narcissus nombre genérico que hace referencia  del joven narcisista de la mitología griega Νάρκισσος (Narkissos) hijo del dios río Cephissus y de la ninfa Leiriope; que se distinguía por su belleza. 
El nombre deriva de la palabra griega: ναρκὰο, narkào (= narcótico) y se refiere al olor penetrante y embriagante de las flores de algunas especies (algunos sostienen que la palabra deriva de la palabra persa نرگس y que se pronuncia Nargis, que indica que esta planta es embriagadora). 
tingitanus: epíteto geográfico latino que alude a su localización en Tánger.
Sinonimia
- Narcissus bulbocodium subsp. obesus auct. (1931)
- Narcissus bulbocodium subsp. bulbocodium
- Corbularia bulbocodium auct.
- Narcissus bulbocodium L. (1753)
- Corbularia obesa auct.
- Narcissus bulbocodium var. obesus auct.[4]